# 豐田Previa
豐田Previa（日本称为豐田Estima，澳洲称为豐田Tarago）是日本豐田汽車於1990年至2019年10月间生产的多功能休旅車（MPV）。
“Previa”的名稱源自西班牙語和意大利語的“ preview”，由於豐田將第一代Previa的技術視為可以套用於未來的多功能休旅車，所以與豐田Sienna一起設計，Previa是當時豐田所有車款中第二大的多功能休旅車，但之後被豐田 Alphard和北美豐田Sienna超越。

## 第一代Previa（XR10、XR20；1990年～1999年）
第一代Previa是由豐田汽車設計師福岡德夫和卡蒂汽車設計師大衛·多伊爾（David Doyle）於1987年設計的（1987年12月24日申請專利）於1990年1月27日推出，當時只有一個側滑門供後排乘客使用。 它具有獨特的中置發動機平台，其中直列四缸汽油發動機安裝在前排座椅下方，幾乎是平坦的（成75度角）。
以這種配置安裝發動機後，在拆下前排乘客座椅，地毯和檢修板後，可以輕鬆接近火花塞，它們位於車輛左上方的面板下方。
所有發動機驅動的附件，例如交流發電機，動力轉向泵，空調壓縮機和散熱器風扇，都可以從前引擎蓋上進行檢修，並通過附件驅動軸從發動機的前部驅除，這就是所謂的輔助附件驅動系統 或“ SADS”。 這使得前/後重量分佈均勻，從而有益於[騎乘質量]和[汽車操縱]。 但是，這也無法安裝更大的發動機，而無法通過與其他車輛共享平台來承擔成本。
第一代Previa長4,750 mm（187.0英寸），寬1,803 mm（71.0英寸）。 在日本，從1992年1月起生產了兩個較小的版本，分別為豐田 Estima Lucida和 Toyota Estima Emina ，較Previa窄110 mm（4.3英寸），短70 mm（2.8英寸），在日本繼續銷售，但被稱為“寬體” Estima。
Emina和Lucida型號較小的原因是日本的車輛稅制，車輛稅制基於汽車的長度和寬度的積，而較小的型號則屬於較低的稅階，需支付的稅更少。需然Estima Emina和Estima Lucida體積較小，但可配備2.2升柴油發動機（3C-T和3C-TE）。 在日本，Estima和Estima Emina是名為“豐田”的經銷店的專屬產品，而Estima Lucida是在“豐田皇冠”經銷商出售。 兩車於1994年進行了小規模重新設計，並於1996年進行了改型。
第一代Previa提供後輪驅動和全輪驅動版本（称为All-Trac），並由135 hp（101 kW） JIS的（99kW）四缸2.4升燃油喷射引擎發動。同時，Previa配备了四速自動變速箱或五速手動變速器，也可容纳7或8人乘坐，并提供三种座椅配置（北美型號仅提供7座版本）。
所有配置的駕駛和前排乘客的座椅都是向前的，在車裏後方有一排三座位的長椅，可以分開並放在車尾箱側面。 八個座位的配置在中間排包含一個2/1拆分式旋轉長凳座位，而七個座位的配置在中間排包含兩個獨立的並可旋轉的座椅（稱為“四人座位”），可向駕駛員的座位側移動。
第三排在七座版本中也得到了更好的佈置。 它可用於四輪碟式軔機或傳統的前盤/後鼓式剎車設置，並可選擇防鎖死煞車系統（ABS）。

### 美國
在美國，Previa的1991年款式於1990年3月銷售到1997年。此款式是從日本進口的，與克萊斯勒在當地熱賣的道奇小型貨車及其車型競爭。  克萊斯勒 Town and Country和Plymouth Voyager； 克萊斯勒首席執行官李·艾科卡指責豐田在美國傾銷 Previa，以便從 克萊斯勒手中搶占微型貨車市場的份額。 但是，他的主張從未得到證實。
儘管事實證明，Previa較被取代的豐田Van更受歡迎，但由於售價高、有爭議的外觀（當時）、較差的燃油經濟性和發動機性能。因此，它並未從克萊斯勒手上獲得重要的市場份額。而且，由於克萊斯勒大約在同一時間推出了改型的小型貨車。所以，豐田有此決定。
另外，中置發動機設計被證明具有很大的局限性。例如無法整合更大的發動機尺寸。因為美國駕駛員習慣於擁有更大的動力。 道奇、Plymouth 和克萊斯勒的車型與可用的V6發動機一起銷售，動力更強。 同時，這種佈局為Previa提供了比克萊斯勒等競爭對手更大的內部空間。
從1994的Previa車型開始，豐田嘗試通過在Roots型 超級增壓器上安裝空對空中冷卻器，以提供六psi的升壓效果（稱為S/C），以糾正發動機性能。 使發動機功率達到有競爭力158 hp（118 kW），並將燃油里程從17至23 mi/US gal（14至10 L/100 km）。 最初，S/C引擎僅在1994車型年和1995Previa車型的LE上作為選件提供。
美國版的Previa在1997年款後停產，取而代之的是美國設計和製造的Camry和豐田Sienna。
此外，美國公路安全保險協會將豐田Previa評為“差” 。

### 英國
1990年9月，英國首個Previas市場被出售，其內飾級別稱為GL，隨後幾年又出現了GX和GS， 但沒有為英國市場生產柴油發動機的Previas。 。

### 荷蘭
第一代Previa於1991年至1994年在荷蘭銷售。在1994年，增壓或SC型號在所有Previas上成為標準配置。 直到1995年，唯一可用的發動機是2.4升4缸發動機。內飾級別為GL，GLi和GXi（後來改名為「i」表示噴射發動機）。  2.2升柴油版本很受歡迎的水貨。

### 澳洲
在澳洲，Tarago提供GL / GLi，GLS和GLX形式，並在1991年款式提供的7–8個乘客座位。 除澳洲市場外，還有各種特殊版本的車型，它們的裝飾水平各不相同。 這些包括RV（5速手動或4WD自動4速），紀念版橄欖球世界杯和Getaway。所有特殊版本車型基本提供GLi和GLX。 當更高版本的更新模型在澳洲發佈時，頂級的GLS模型被重命名為“ Ultima”，而Getaway成為主流裝飾級別，被重命名為Getaway II。

### 補充說明
- 五速手動Previas（北美型號）是從1990年至1993年（1991年至1993年）生產的； 這些都沒有增壓器。[11]
- 1991年開始為1992年車型，Previas（北美版本）配備了駕駛員側的安全氣囊和帶有雙安全氣囊的第三個剎車燈，並於1993年9月成為1994年車型的標配，是第一款將乘客安全氣囊作為標準配置的小型貨車 。
- 從1991年至1997年的車型（北美版本），Previas在可選的中排乘客椅子上配備了旋轉功能；  1990年至1991年的生產（1991年款）有固定的可選座位。
- 在美國以外的Previas可以配備一種製冰機/冰箱，可以兼作飲料加熱器，稱為“熱/冷箱”。
- 增壓發動機與正常吸氣發動機不同，這是由於壓縮比略有下降和發動機內部更堅固。 基於來自發動機管理系統計算機（發動機控制單元或ECU）的輸入，通過電磁離合器按需接合增壓器。
- Previas有可選的雙天窗：在中排乘客上方僅可水平滑動的電動玻璃天窗，在前排座椅上方可彈出玻璃天窗。
- Previas也是第一輛通過有關前部撞擊，駕駛員安全氣囊，乘客安全氣囊，中央安裝的剎車燈，ABS，日光燈等所有美國安全標準的貨車。
- 汽油里程低於平均水平（11-13L / 100 km或18.1–21.4mpg城市，10-11L / 100 km或21.4–23.5mpg高速公路）； 與當今的6缸發動機相比，由於車輛的動力重量比，小型 4缸發動機需要更努力地工作。 增壓器的添加可以略微提高動力，並提供更好的燃油消耗。
- 除前門後的支柱外，Previa幾乎可以看到全景。 這也使貨車變成了溫室，在短時間內積聚了極高的熱量，儘管後來增加了使用日光控制玻璃的功能，以緩解這一問題。
- Previa因其形狀而被親切地稱為“ eggvans”，“ eggs”或“ beans”。 在澳大利亞，它們被稱為“袋熊”，因為它們有點像同名有袋動物。 在新西蘭，它們在自由露營者中非常受歡迎，被稱為“ Bucky”公共汽車。
- 在美國，按價格從低到高的順序排列的第一代Previa型號有：DX，DX（All-Trac），DX S / C，LE，LE ，LE S / C，LE S / C（All-Trac）（其中S / C =增壓，AllTrac = 4WD）
- 由於沒有足夠的空間拆卸火花塞引線或火花塞，因此必須卸下前排乘客座椅和地板的一部分以進行調校。
- 公路安全保險協會在偏置正面碰撞測試中測試了1996年的模型時，它發現了許多安全問題：機艙結構不穩定，方向盤一直向上移動到擋風玻璃，安全帶 這種撕裂使假人最終處於部分傾斜的姿勢，並且小腿的兩腳都承受著很大的力，IIHS對此評價為“差”。

## 第二代Previa（XR30/XR40；2000）
第一代Previa在美國以外地區銷售，直到2000年1月8日，第二代更新的前輪驅動器取代了它。 由於豐田正在北美出售了Toyota Sienna，因此第二代Previa在北美沒有銷售。 第二代Previa比第一代Previa的軸距稍長一些（2,900毫米），比第一代Previa窄（1,790毫米）和更低（1,70毫米）。 它基於 Camry的平台切換到 FF佈局。
它的生產帶有兩側滑動式後乘客門，可容納多達6、7或8位乘客，與第一代一樣，在日本以Estima的價格出售，在澳洲以Tarago的價格出售。 在澳洲可用的型號是GLi，GLX和Ultima。
在歐洲市場上出售的車型都可以使用汽油和柴油動力的四缸發動機。 柴油發動機為2.0升的1CD-FTV，帶有116 hp（87 kW），汽油發動機為2.4升的2AZ-FE，帶有156 hp（116 kW）。 兩種型號均以五速的手動變速器作為標准設備的一部分，而四速的自動變速箱可作為汽油動力車型的選裝件。
澳洲車型（當地稱為ACR30R）僅配備2.4升汽油發動機和四速自動變速箱。
在日本，有3.0升的V6引擎和混合動力電動汽車版本的Estima。

### Estima Hybrid
豐田的Estima Hybrid採用了豐田的豐田混合動力系統（HSD），並使用了兩個電動機。2.4升汽油發動機和13 kW（17 hp）的電動機為前輪提供動力，而後輪是{18 kW（24 hp）的電動機。 Estima自2001年6月起在日本開始銷售。而Estima Hybrid於2001年5月在元町工廠開始生產，並於2002年6月在藤松工廠開始生產。 豐田聲稱Estima Hybrid是世界上第一輛混合動力小型貨車。

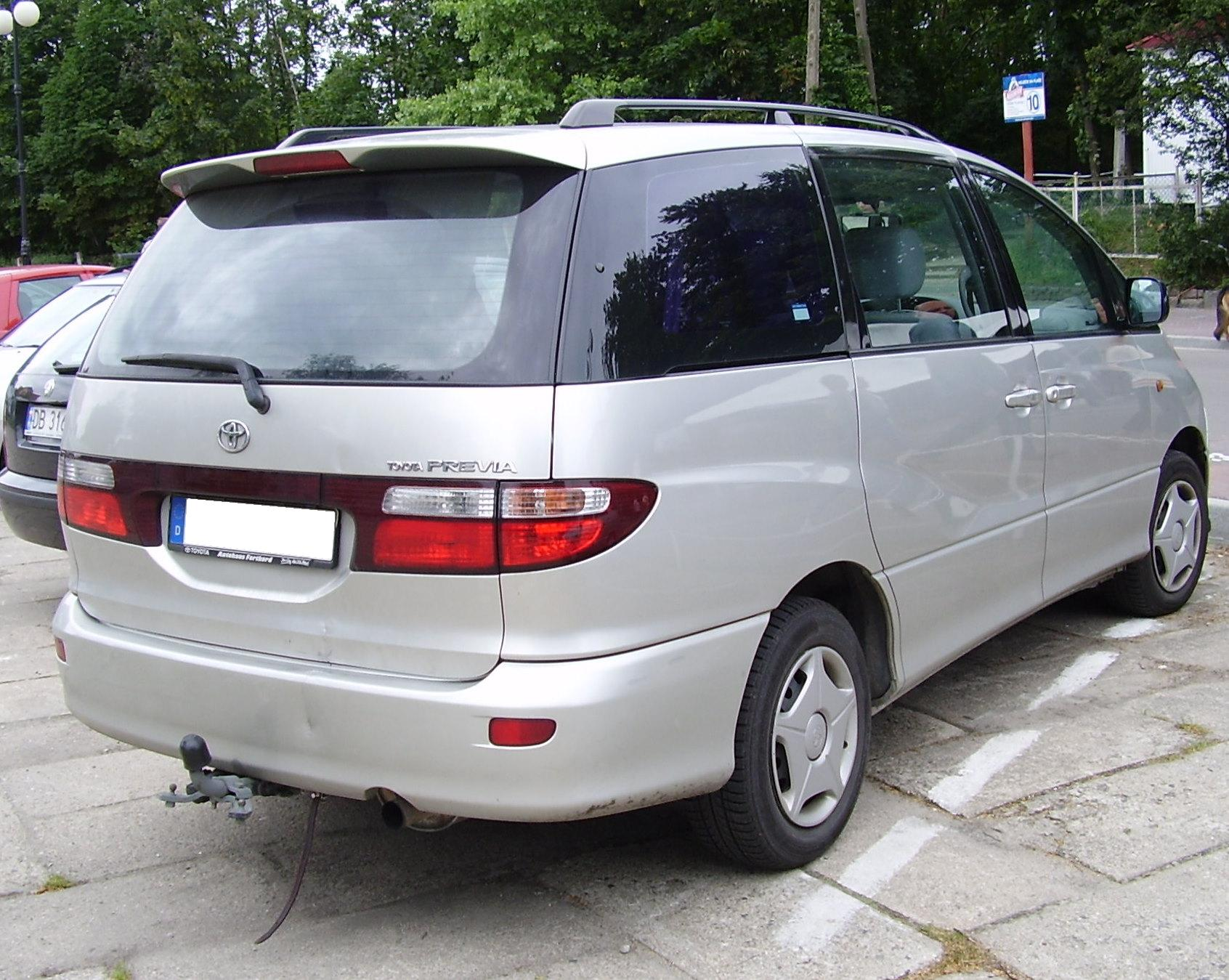
豐田Previa（歐洲，未改型）
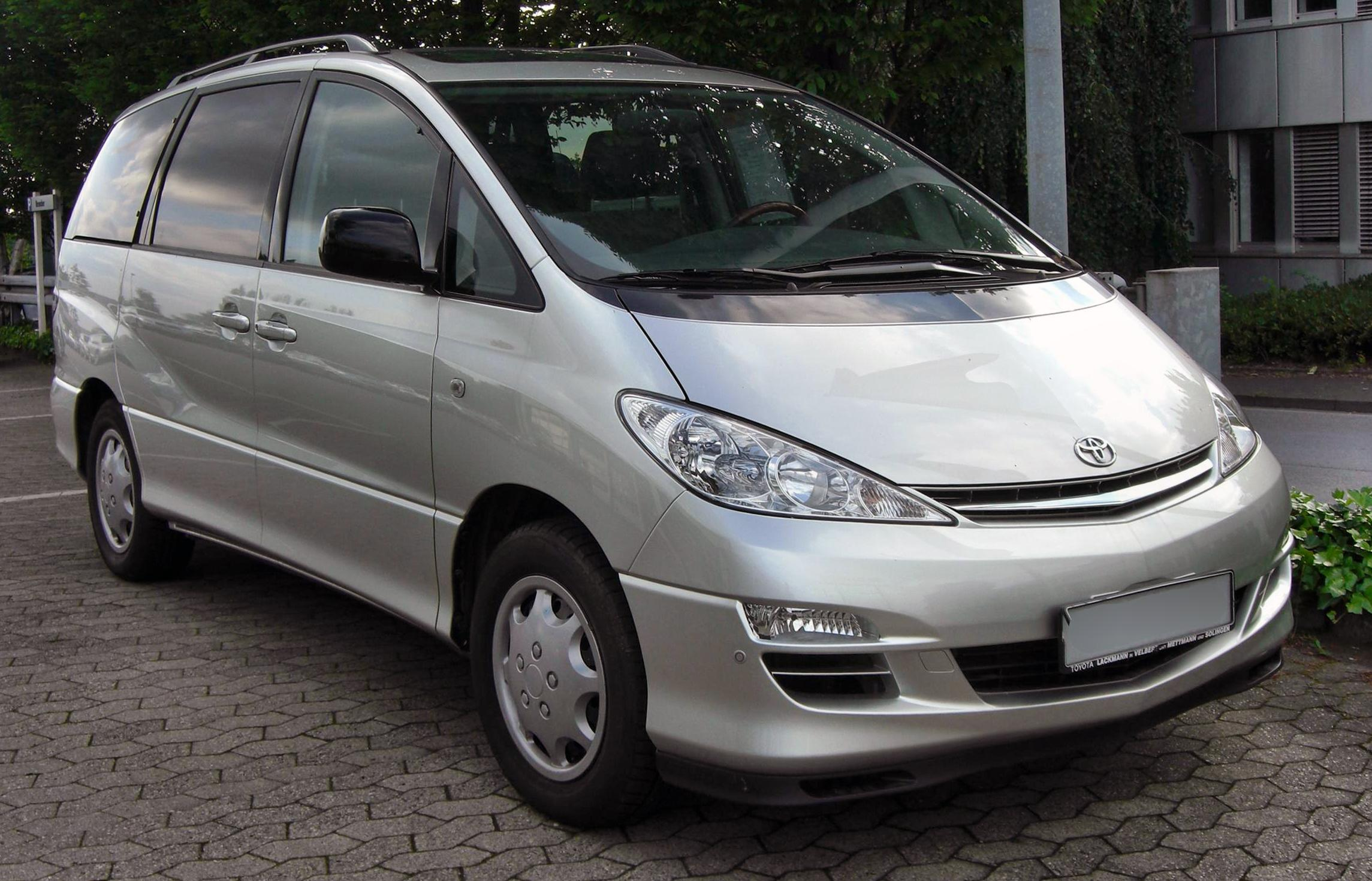
豐田Previa（歐洲，已改型）
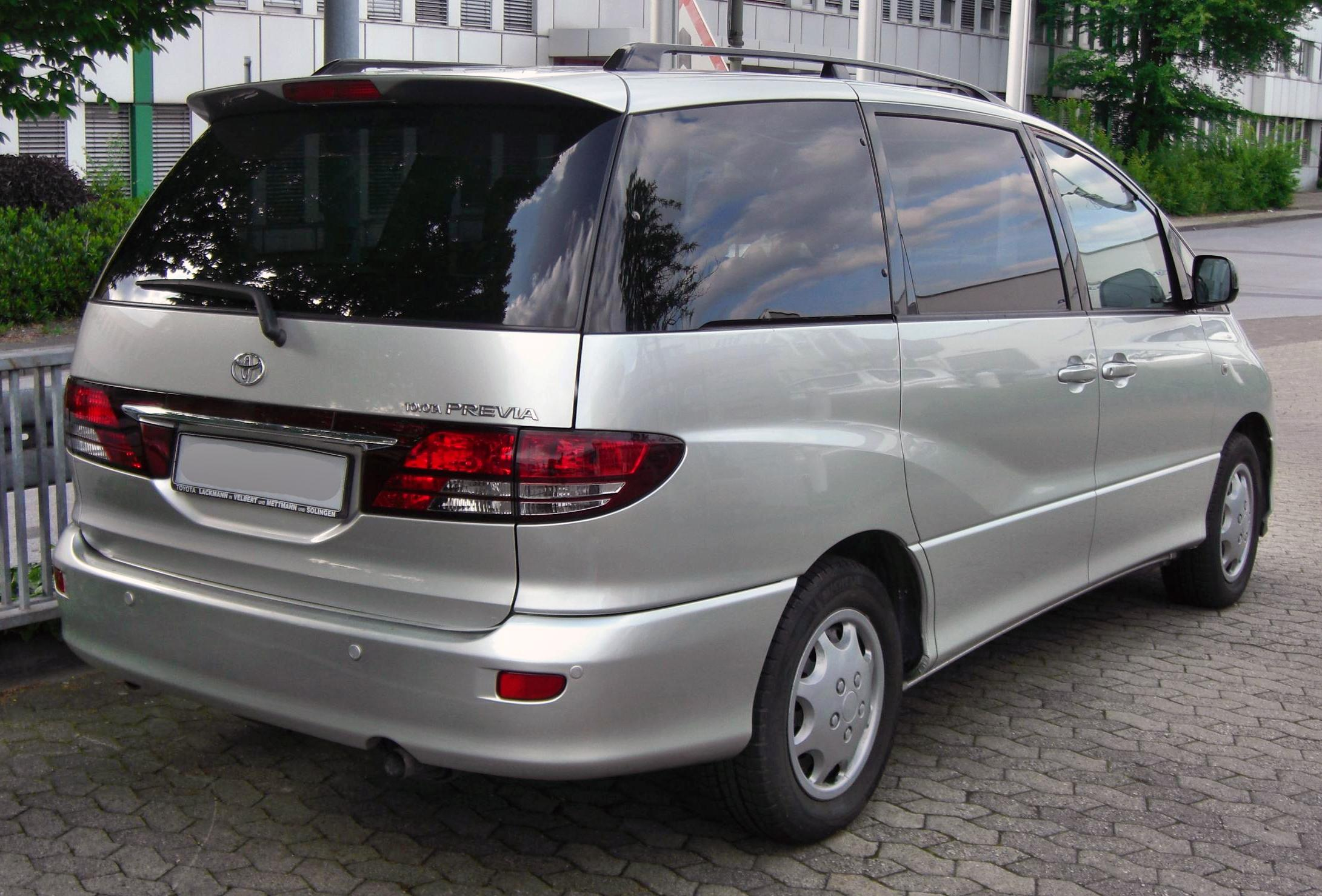
豐田Previa（歐洲，已改型）
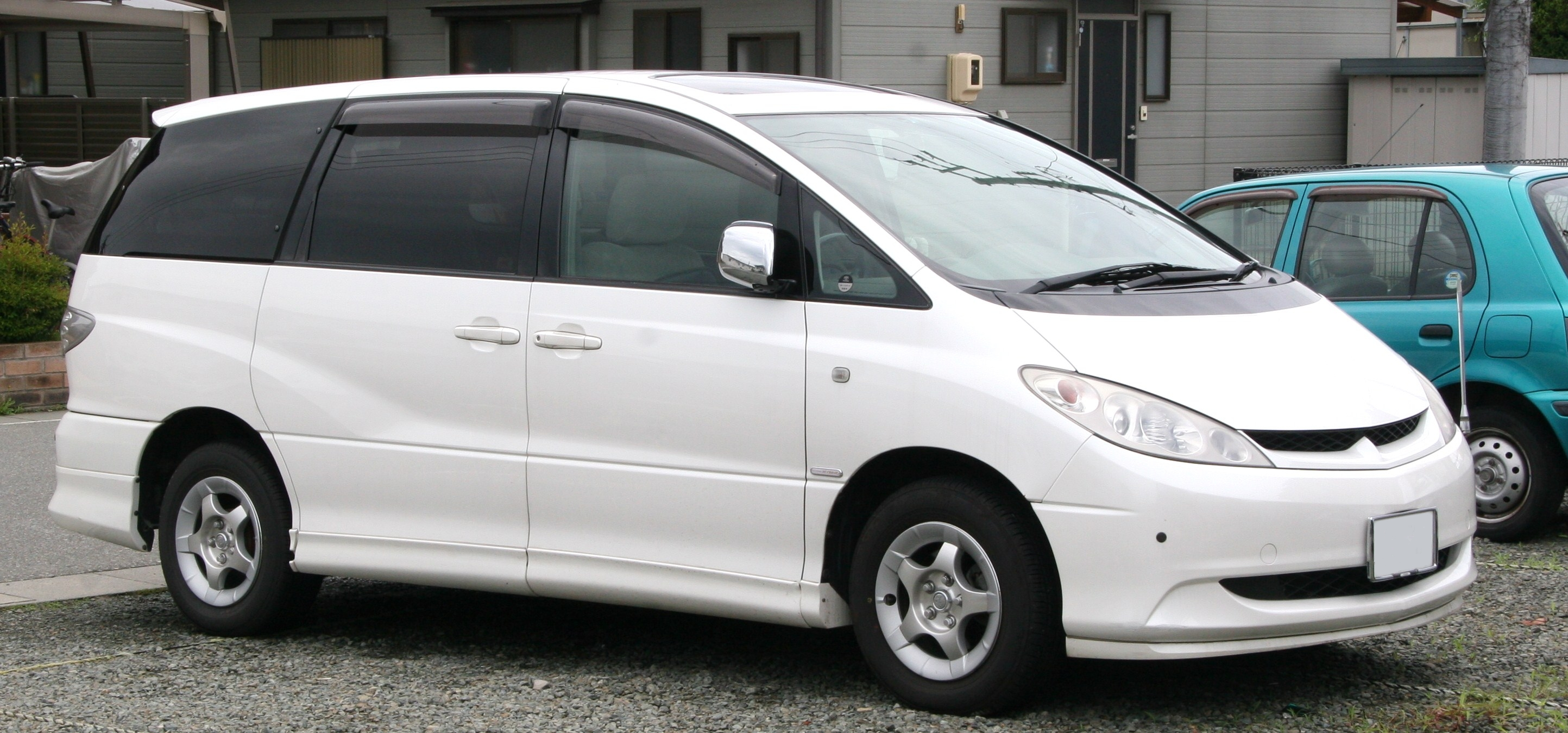
2001年~2003年 豐田Estima Hybrid
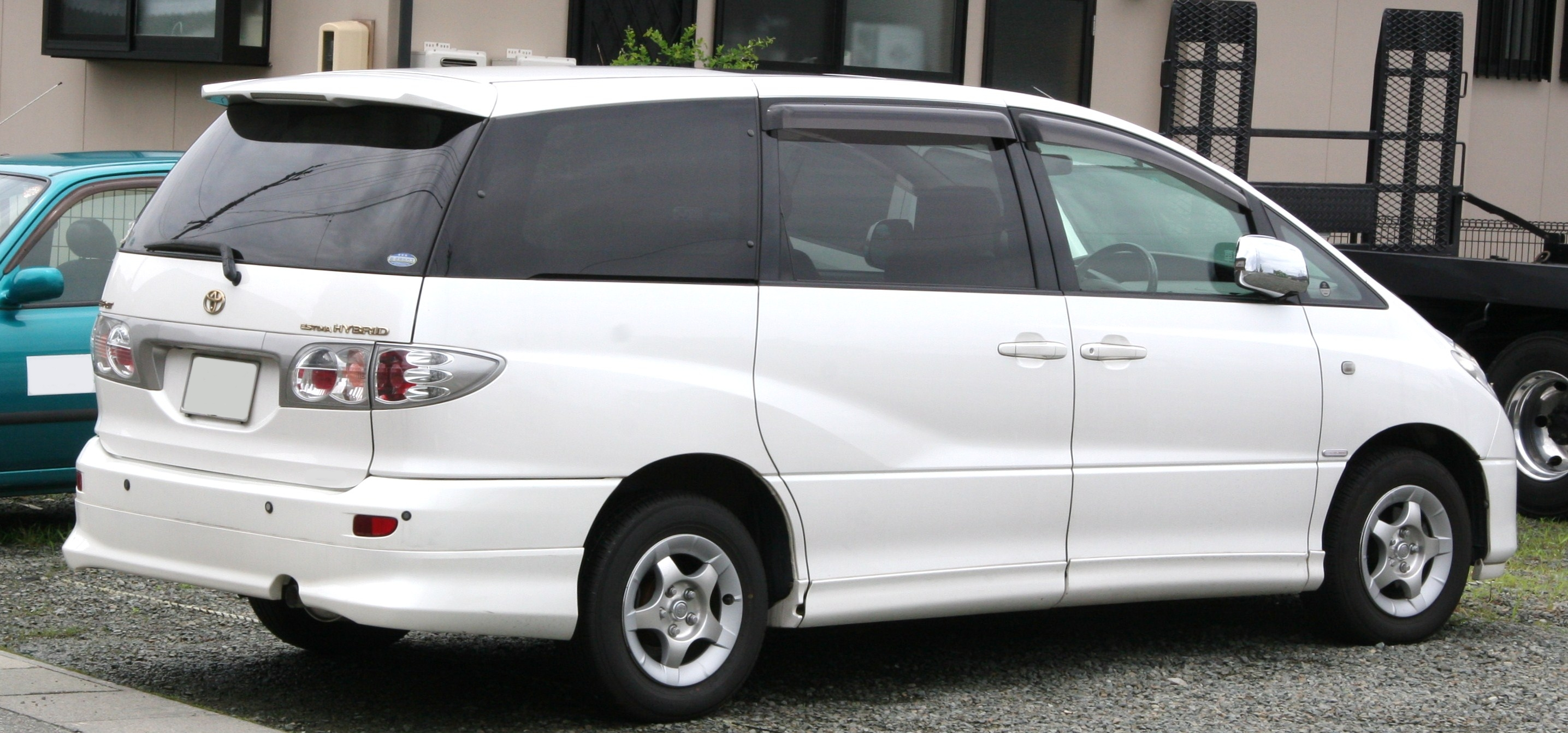
2001年~2003年 豐田Estima Hybrid
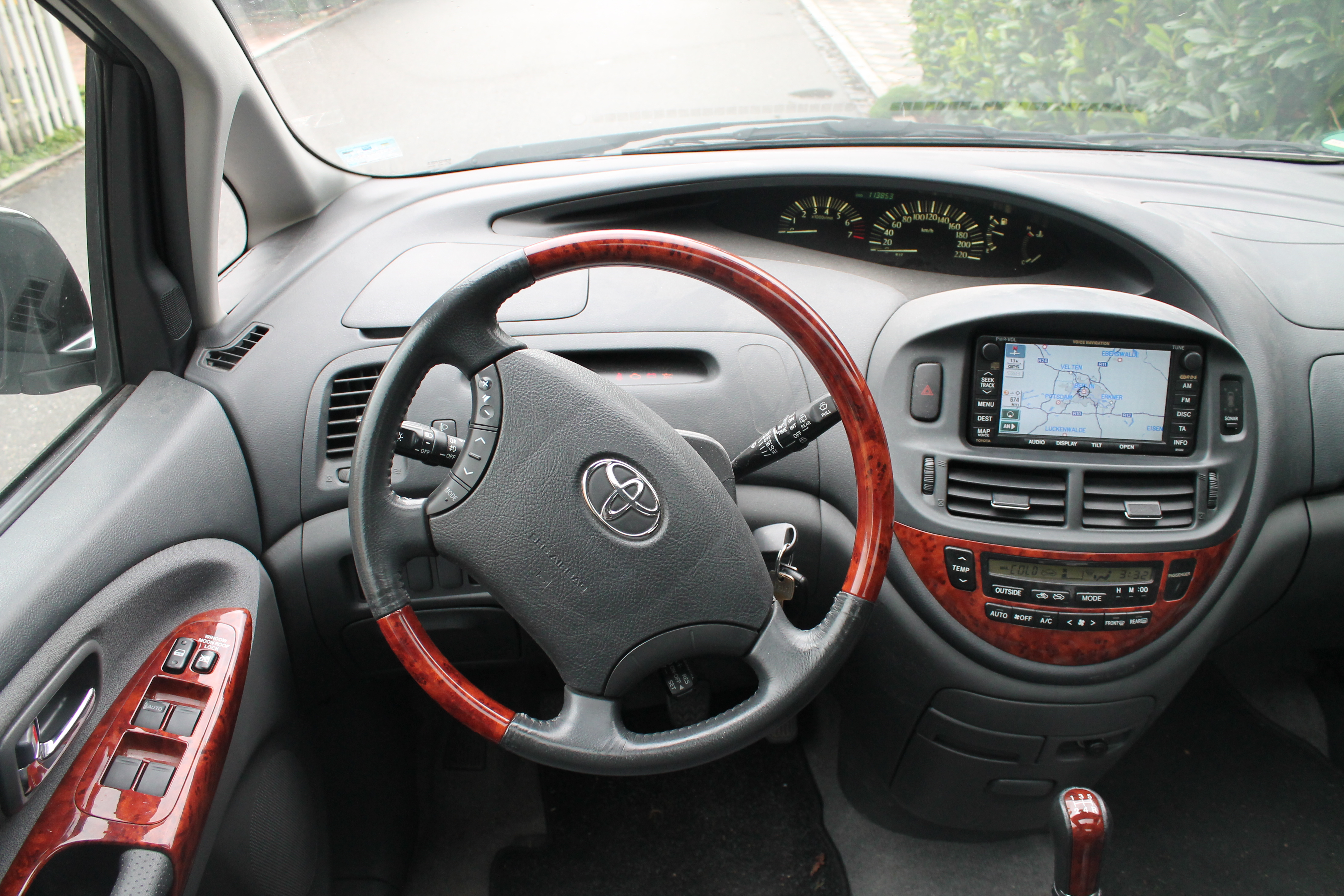
車內

## 第三代Previa（XR50；2006）
第三代Previa於2006年在日本和澳洲市場分別作為Estima和Tarago以及在其他市場中的Previa引入。
功能包括可用的第二代豐田混合動力系統的傳動系統（僅在日本市場），自動平行和倒車（僅在Toyota Estima上），車道保持輔助（LKA）系統，可檢測道路上的車道標記和 沿正確的方向引導汽車（僅對於Estima而言），自適應前照明系統近光大燈，可幫助照亮彎道中即將到來的道路，軌道安裝的第二排可躺式座椅（帶腳凳）和電動折疊式第三排可折疊式座椅 座位（適用於七人座車型）。 它在2009年進行了一次小改款。G-book被添加到可選功能列表中。 作為車道偏離警示和動態雷達巡航控制]]的主動駕駛員輔助功能是專門的選擇，如V6變體。
與上一代車型一樣，澳洲版汽車繼續使用2.4升直列四缸引擎。 2007年2月，3.5升V6引擎（202 kW（271 hp）, 340 N·m（250 ft·lbf）），面世為了使汽車與澳洲的主要競爭對手本田 Odyssey、起亞 Carnival/塞多納和現代iMax保持競爭力。
它在澳洲被稱為 ACR50R 豐田Tarago，於 2006 年 3 月發布。該車型在 2009 年進行了改款，並對前照燈和保險槓進行了修改。 2008年推出了七座車型的選項。2012年發布了另一項更新，其中所有車型都標配智能啟動、GLX V6和Ultima車型智能進入、所有車型都有新的音響系統、自動大燈和新的“質樸的棕色”顏色選項。它還在 2016 年進行了重大改款，提供了更新的內飾和其他新的標準功能，但它的外觀仍然與改款前的設計基本相同。它可用作家庭麵包車、普通乘客的出租車和專門設計的輪椅無障礙出租車，具有坡道和更長的軸距。
在香港和台灣等一些市場，豐田在2007年1月發布了3.5升V6車型，但在 2016 年進行了重大改款後從陣容中剔除。
Previa繼續沒有在北美洲出售，因為豐田在當地出售的豐田Sienna佔據了北美洲的市場。
這一代值得注意的是它在歐洲的缺席。在非洲的許多地方，市場的價格製定者自1990年代後期以來一直是由 福特（歐洲）和大眾在葡萄牙生產的合資車輛， 福特Galaxy／大眾Sharan／SEAT Alhambra。
由於豐田在歐洲沒有銷售這種尺寸的 MPV，Previa曾經擁有的大部分市場自 2009 年 3 月以來已被新的 豐田EZ （緊湊型 MPV） 佔據。
2019年5月，豐田發布了新的Granvia型號，此車主要基於最新的豐田Hiace廂型車。豐田（澳大利亞）以Granvia在2019年底取代 arago，它們亦會在短時間內一起出售。 截至2020年3月，Tarago已在澳洲停產，並從豐田（澳洲）的網站上刪除。

### Estima（混能）
僅在日本和香港銷售的第三代 Estima（混能） 由豐田的 2.4 升的 E-Four 全輪驅動混合動力系統提供動力。 據說與凌志RX相似，但落後了一代。

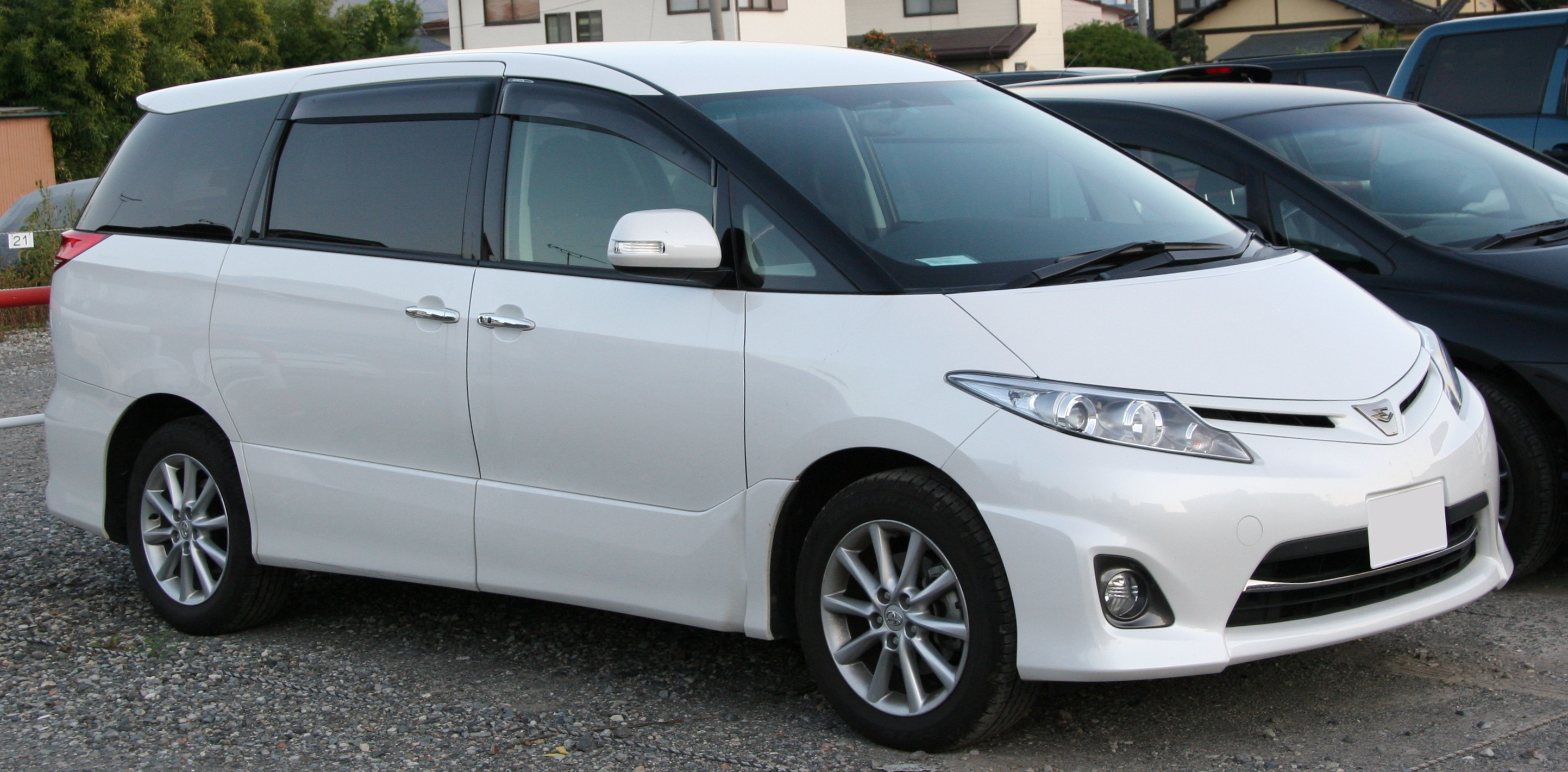
2008年 豐田 Estima Aeras（日本）
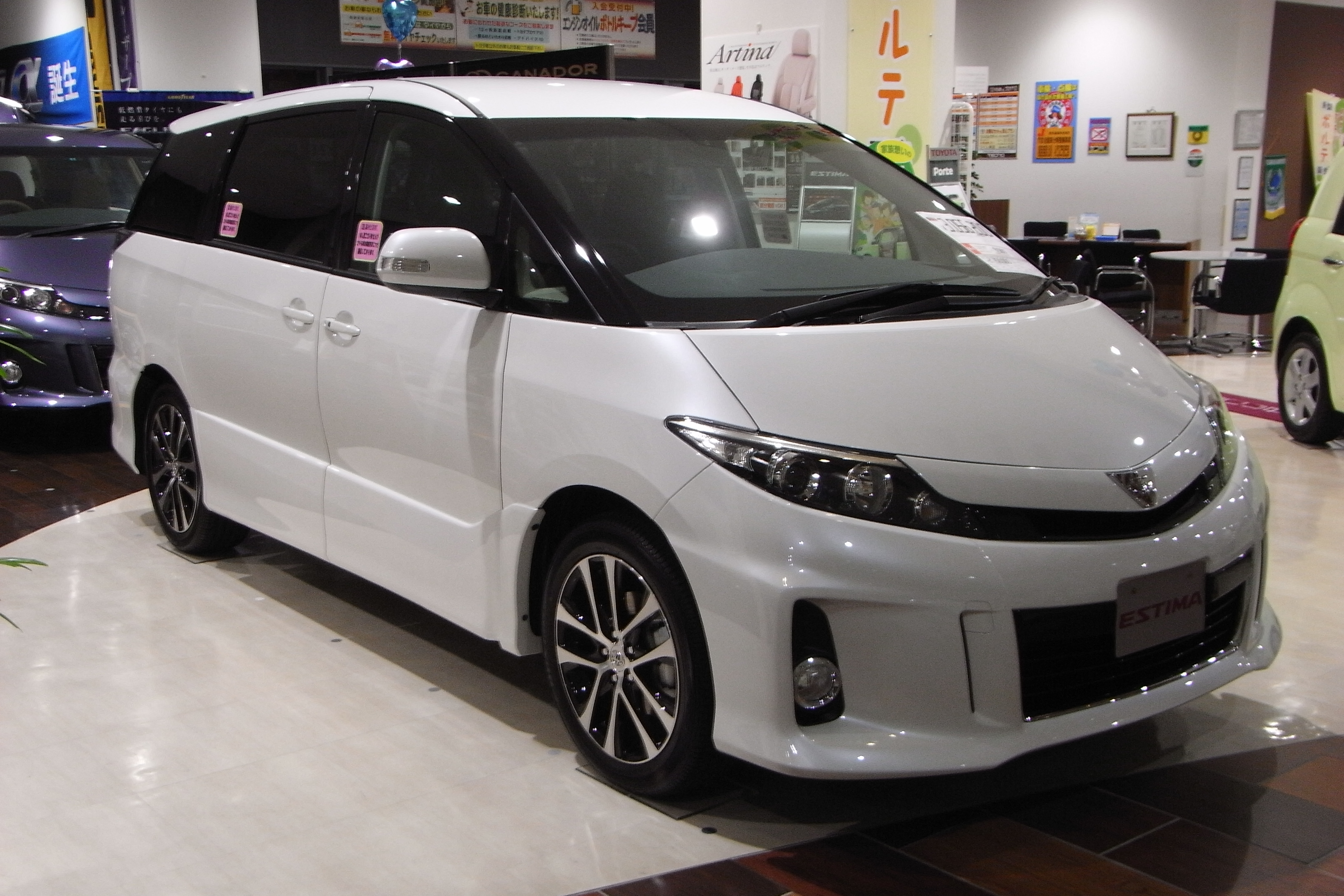
2012年 豐田 Estima Aeras（日本）
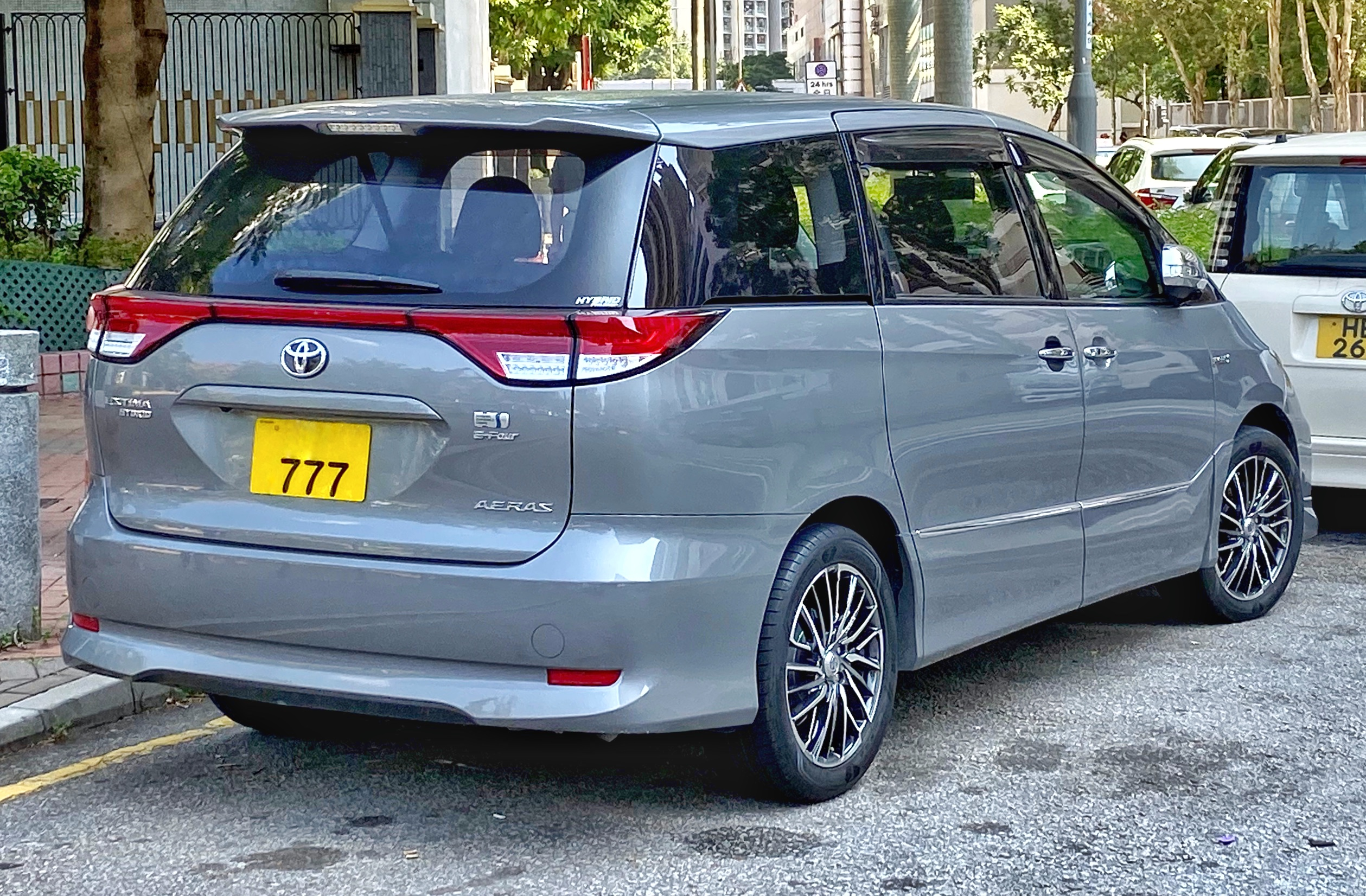
2013年 豐田 Estima Aeras Hybrid（香港）
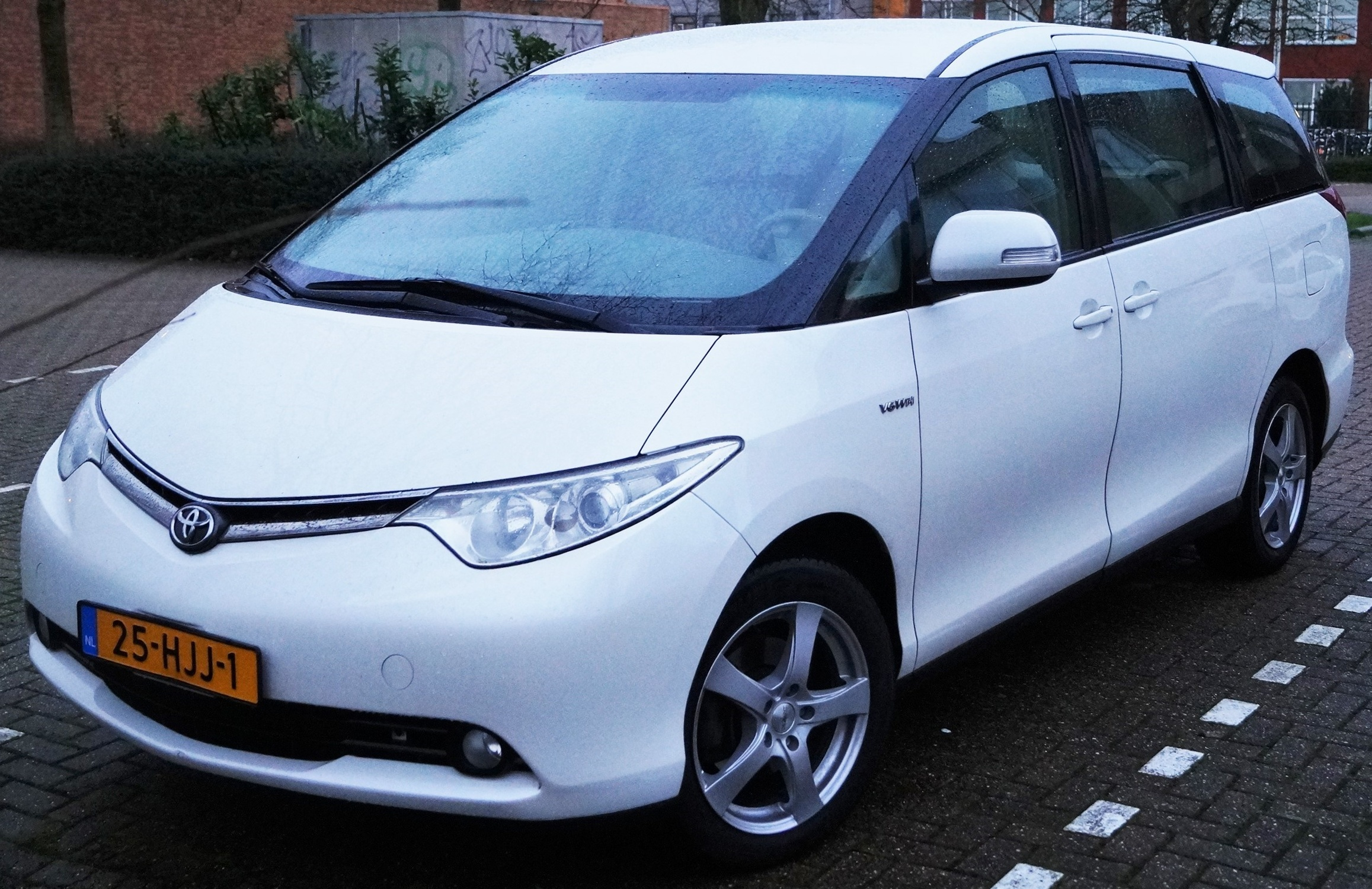
豐田 Previa（未改款）
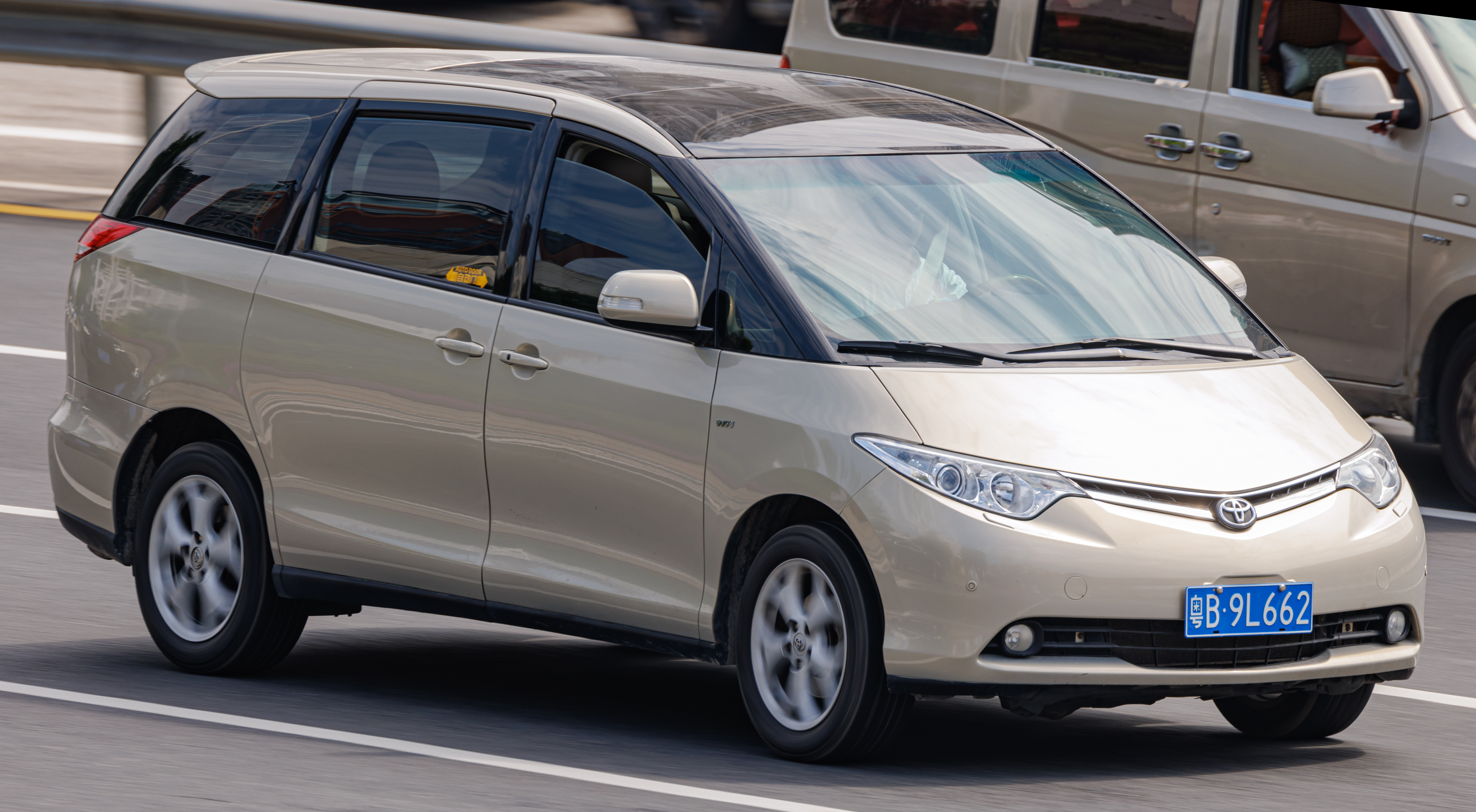
豐田 Previa（中國大陸，未改款）
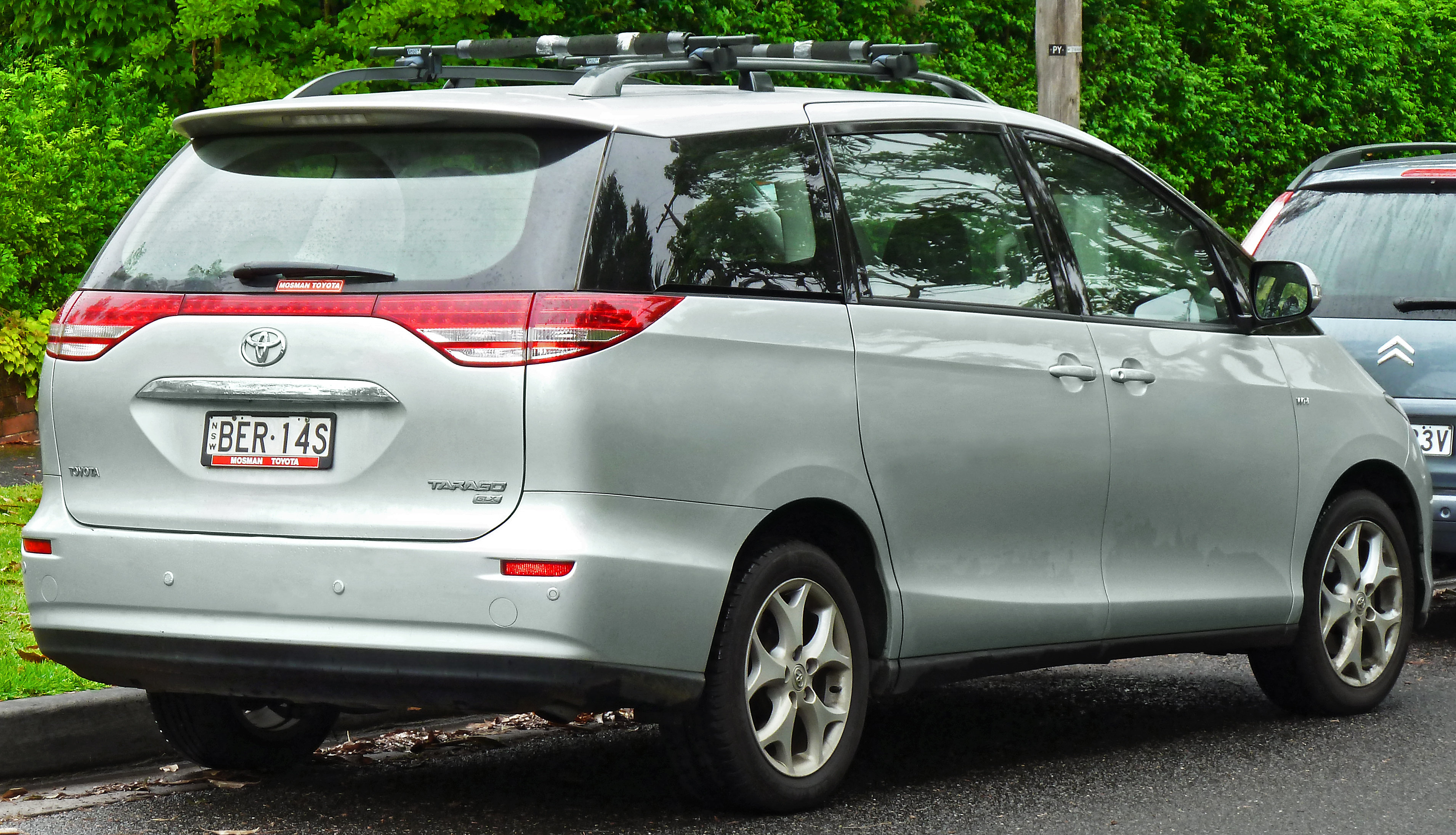
豐田Tarago GLX（未改款）
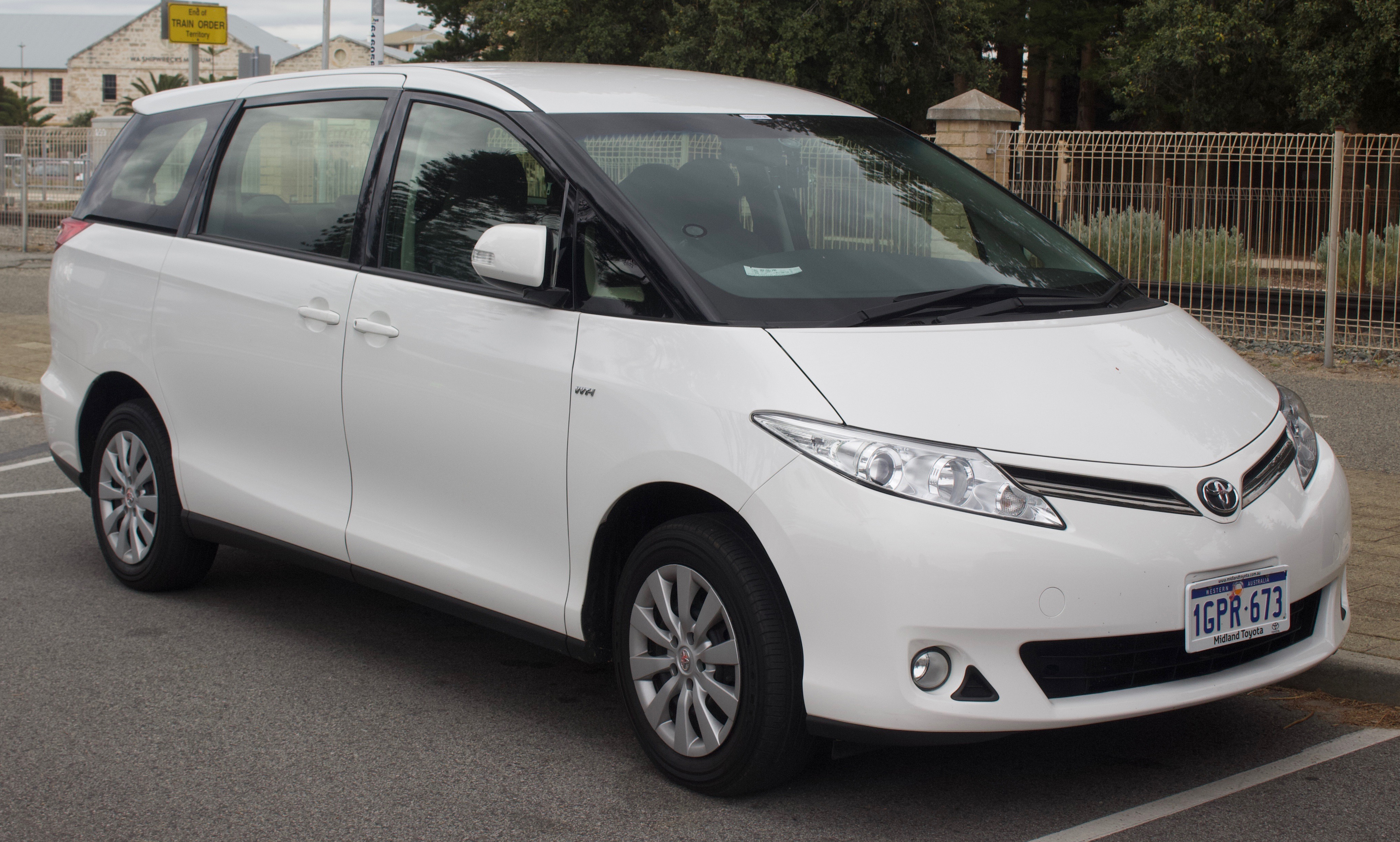
豐田Tarago GLi （改款）
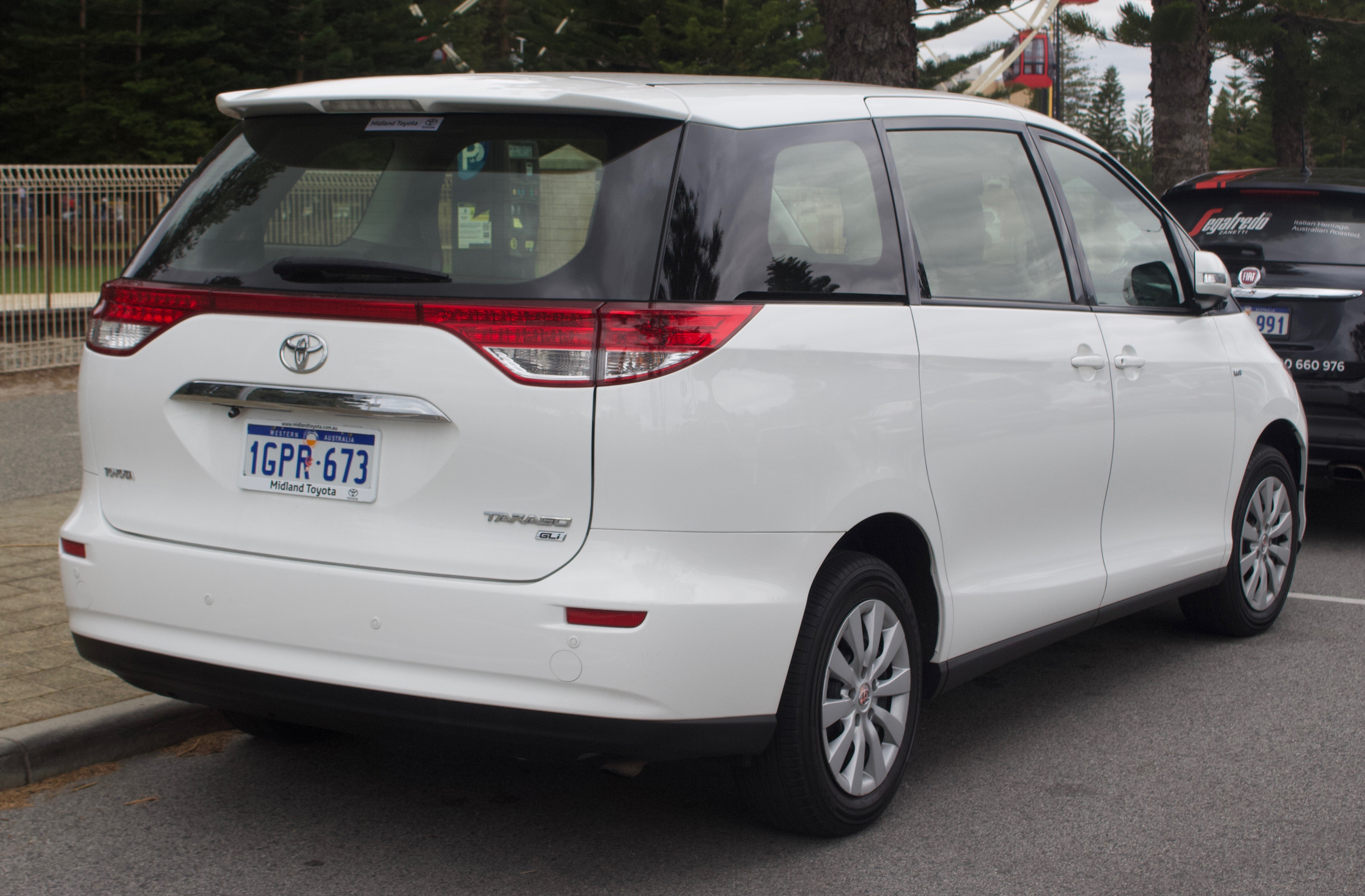
豐田Tarago GLi （改款）
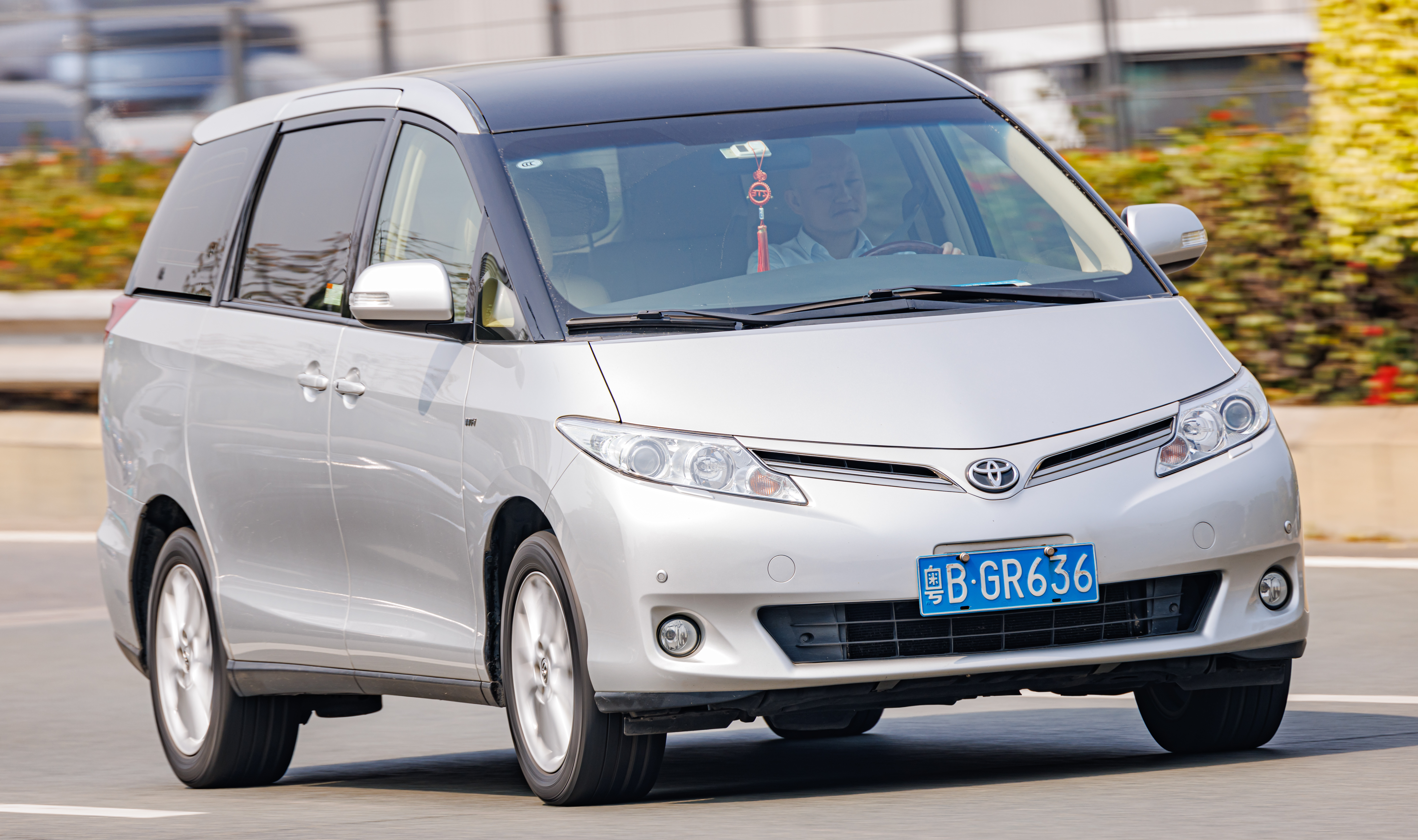
豐田 Previa（中國大陸，改款）

### 改款
改款車型於2016年年中推出，其尺寸基本保持不變，同時增加了各種新的附加設備以跟上競爭對手的步伐。 內部配備了重新設計的多功能方向盤和鋼琴黑色中控台，整齊地放置了一個大型觸摸屏信息娛樂顯示器。 改款後的 Estima 首次提供了新的安全系統“豐田 Safety Sense C”，但僅適用於日本車型。 前者包括具有行人檢測功能的預碰撞系統、車道保持輔助、遠光燈輔助和雷達巡航控制。
除了新的安全功能，還有略微重新設計的LED大燈 日間行車燈、尾燈、保險槓，以及帶有更新方向盤設計的內飾，它也成為第一款擁有 360 度 99 %的豐田  防紫外線玻璃可防止99%的紫外線進入車輛，從而營造出整體涼爽的環境，這款99%防紫外線玻璃還獲得皮膚癌基金會的推薦，並具有SPF 50+/PA++++評級。 Estima放棄了3.5 L V6發動機選項，現在只提供2.4 L直列4發動機，產生170 PS（130 kW）和224 N·m（165 ft·lbf）及其混合變體。

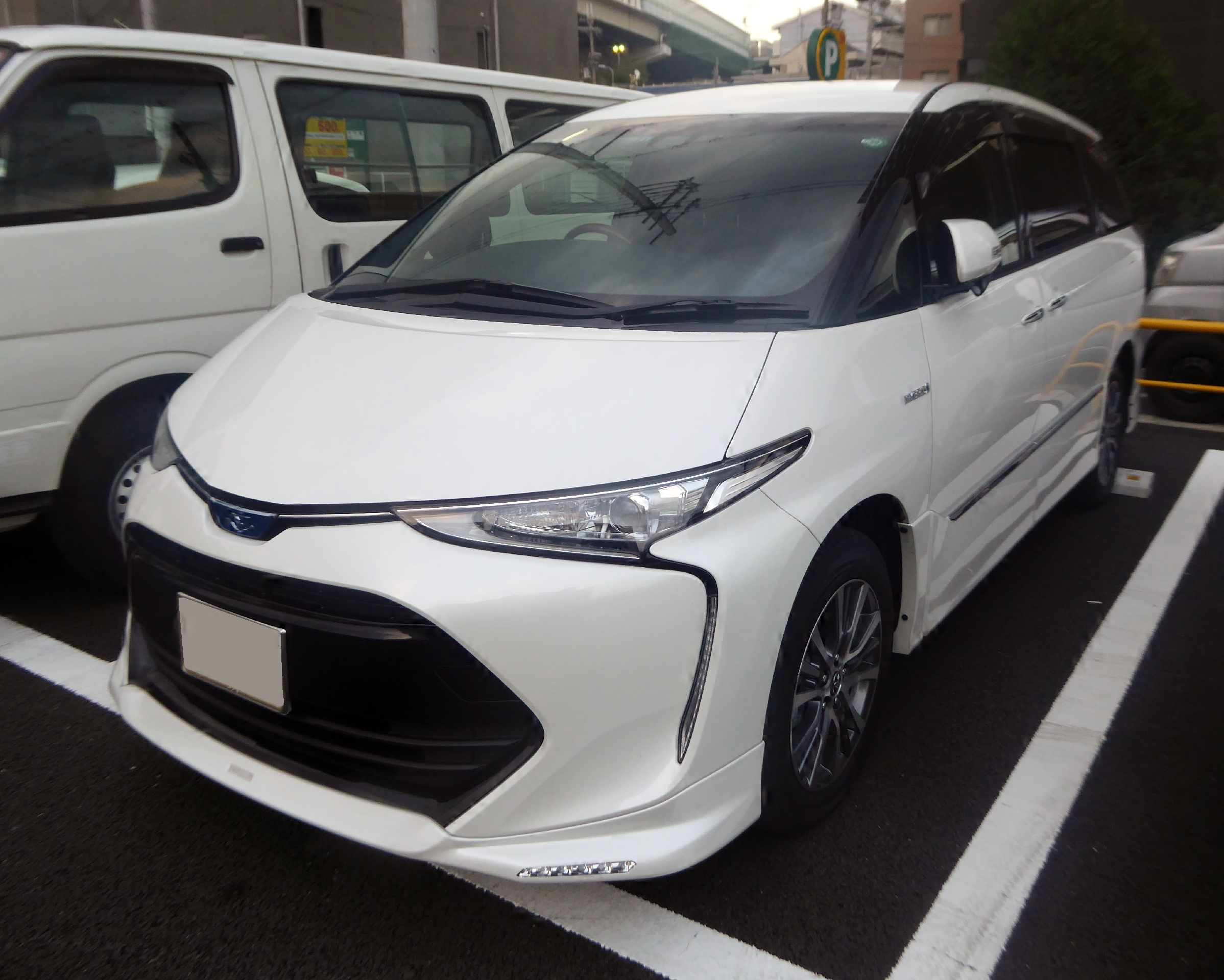
豐田Estima（2016年改型）
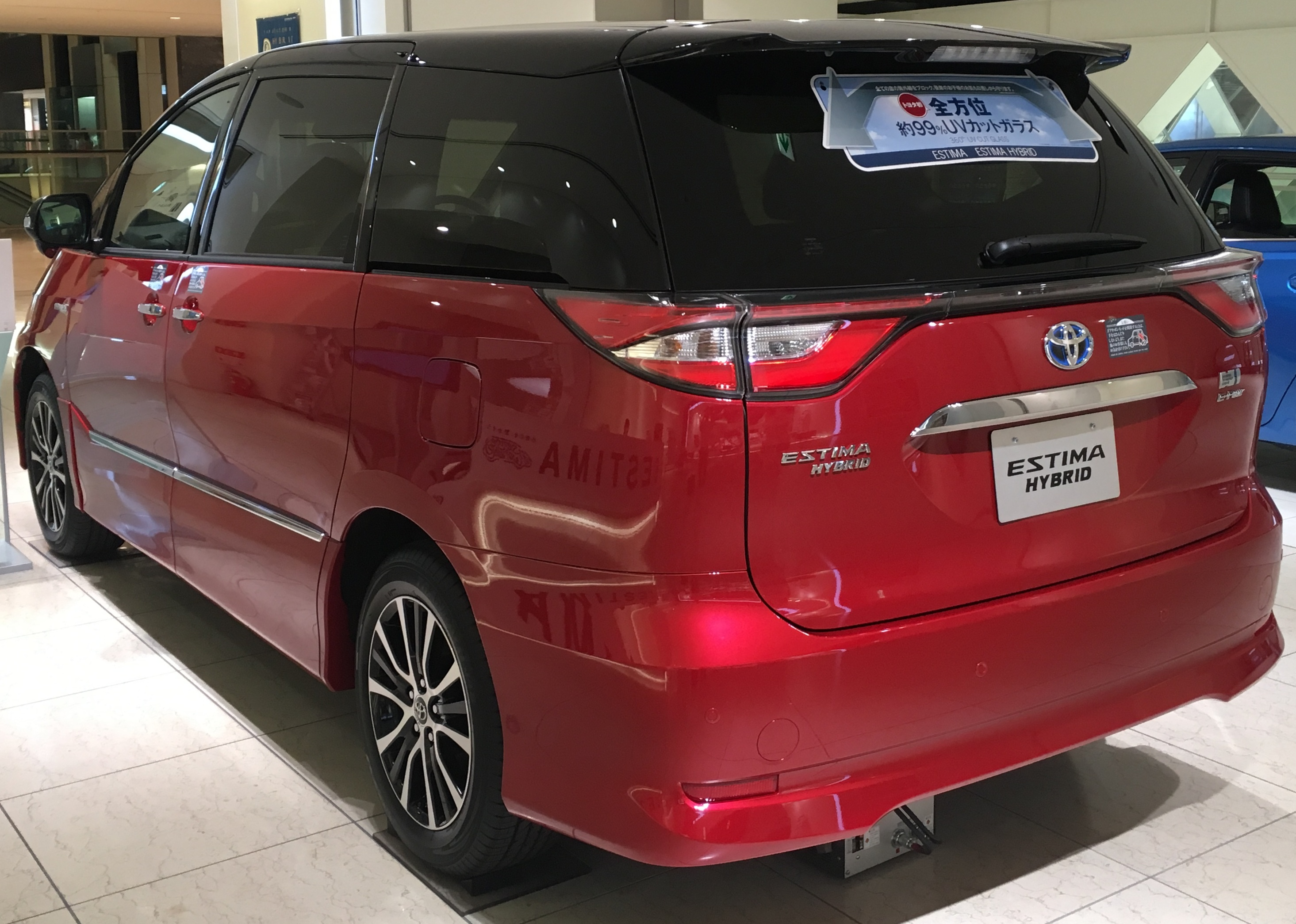
豐田Estima（2016年改款）
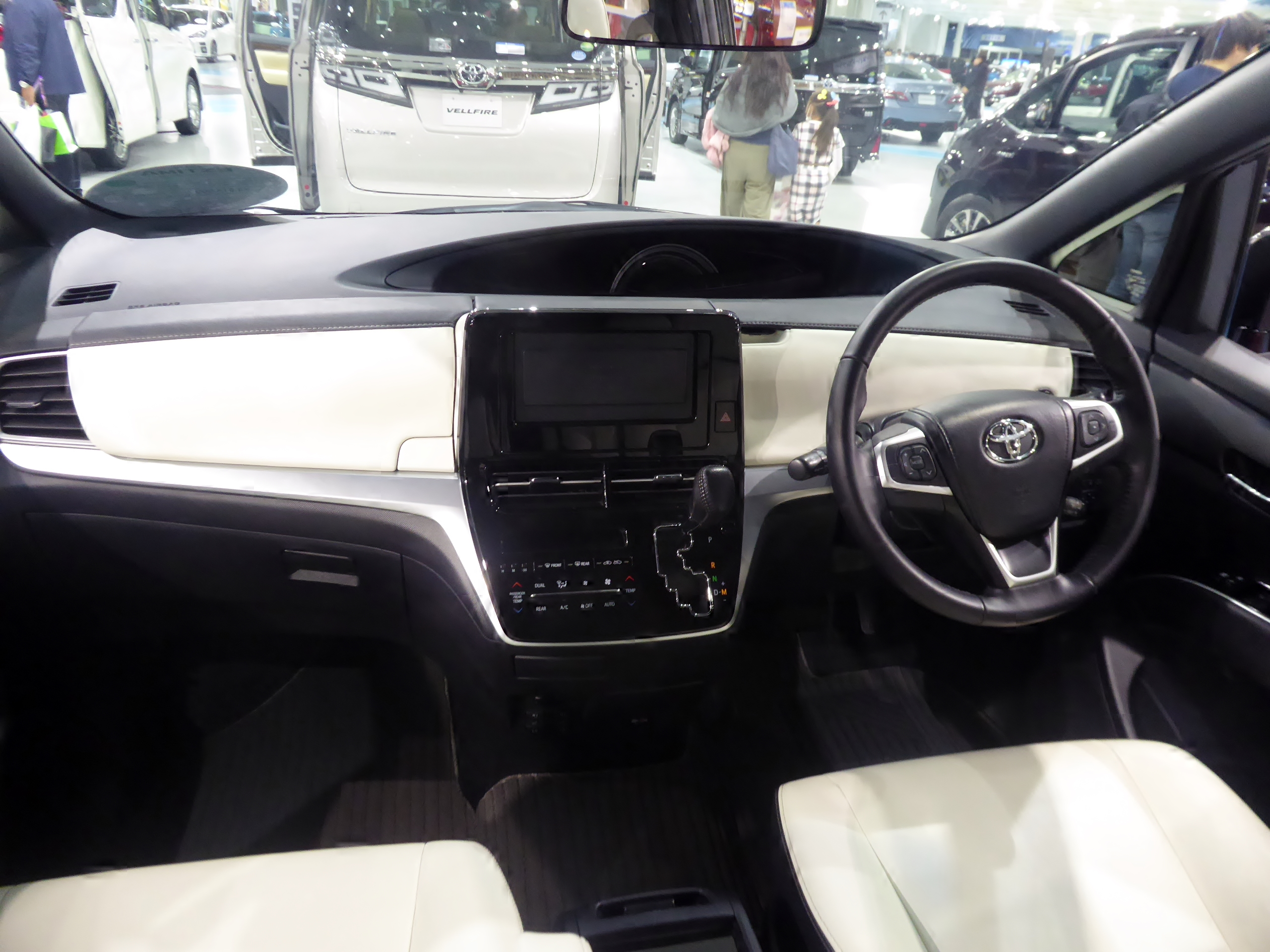
車內（2016年改款）